# NGC 5585
NGC 5585 is een balkspiraalstelsel in het sterrenbeeld Grote Beer. Het hemelobject ligt 28 miljoen lichtjaar van de Aarde verwijderd en werd op 17 april 1789 ontdekt door de Duits-Britse astronoom William Herschel.

## Synoniemen
- UGC 9179
- IRAS 14182+5657
- MCG 10-20-94
- KARA 624
- ZWG 295.45
- KUG 1418+569
- PGC 51210